# Непосредственное спутниковое вещание
Непосредственное спутниковое вещание, или прямое спутниковое вещание (англ. Direct-broadcast satellite (DBS) или англ. Direct-to-Home (DTH)) — система, обеспечивающая приём сигналов телевизионного вещания с искусственных спутников Земли непосредственно на индивидуальные приёмные установки телезрителей. Первой системой непосредственного вещания считается созданная в 1976 году в СССР система «Экран», передававшая аналоговый сигнал в дециметровом диапазоне, хотя для неё требовалось наличие специальной коллективной приёмной станции, конвертирующей сигнал и передающей его на близлежащие домашние телевизоры. К 1990-м годам появилась техническая возможность приёма вещания со спутников на небольшие индивидуальные антенны («спутниковые тарелки») диаметром около 1 метра, а впоследствии и менее, что дало мощный толчок развитию современных систем DTH.

## Первая коммерческая платформа непосредственного спутникового вещания
Первая коммерческая платформа непосредственного спутникового телевидения была создана в 1989 году и называлась «Sky Television PLC». В настоящий момент платформа имеет название «BSkyB». Sky TV начинало с четырёх открытых аналоговых каналов на спутнике Astra 1A. В 1991 году сигнал был закодирован, а уже в 1998 году произошёл переход на цифровое вещание. В настоящий момент «BSkyB» предоставляет доступ к своим пакетам платного телевидения порядка 10 млн абонентов. Компания принадлежит медиакорпорации «News Corporation», которая также владеет крупнейшими спутниковыми операторами: Sky Deutschland (Германия), Sky Italia (Италия), Foxtel (Австралия).

## Непосредственное спутниковое вещание в СНГ
В странах СНГ платформа платного спутникового телевидения впервые появилась в 1996 году в России. Владимир Гусинский, владелец холдинга Медиа-Мост, создает компанию НТВ-Плюс. В пакет изначально входили четыре канала, затем пять (Зарубежное кино, Отечественное кино, Спорт, Музыка, Детский мир). Со следующего года НТВ-Плюс начало транслировать передачи зарубежных телеканалов Discovery и Jetix, а впоследствии и BBC. В 1999 компания переходит на цифровое вещание. В 2001 году контроль над НТВ-Плюс вместе с федеральным телеканалом НТВ переходит от Гусинского к «Газпром-Медиа». С 2007 года НТВ+ начало вещание нескольких каналов в формате HDTV. На сегодняшний день у компании в пакете более 180 каналов и около 1,1 — 1,5 млн абонентов.
Крупнейшим российским оператором спутникового телевидения является Триколор ТВ, имевший по состоянию на 2009 год, согласно заявлению самой компании, 5 миллионов абонентов.
В настоящее время в странах СНГ существуют многочисленные компании, предоставляющие услуги платного спутникового телевидения, такие как Спутниковое МТС ТВ, Поверхность-Плюс, Xtra TV, НТВ-Плюс (НТВ-Плюс Украина), Триколор ТВ, Орион Экспресс, Платформа HD, Viasat (Viasat Baltic, Viasat Ukraine), Digital Fly Ukraine, Континент ТВ, OTAU TV (бывшее Katelco).